# Senecio incanus
Senecio incanus is een 5-15 cm hoog kalkmijdend kruiskruid dat inheems is in de Alpen. In het Nederlands wordt het soms grijs kruiskruid genoemd.
De hele plant is grijsgroen donsviltig behaard: zowel bladeren, bloemstelen als omwindselblaadjes.
De bladeren zijn spatelvormig tot breed eirond en bijna tot op de middennerf veervormig ingesneden. Ze versmallen in een bladsteel.
De plant ontwikkelt gele bloemhoofdjes van ongeveer 13-14 mm doorsnede in een schermvormige tros. Deze tros wordt door 6-(8)-(10) omwindselblaadjes omgeven. De plant bloeit van juli tot september.
De plant groeit op stenige weiden, op rotsige plaatsen, morenes op kalkarme bodem tussen de 1800 en 3500 meter hoogte.
Ze komt zowel in de Alpen, de Karpaten, als in de Apennijnen voor.
Er zijn verschillende ondersoorten:
- Senecio incanus subsp. incanus
- Senecio incanus subsp. carniolicus

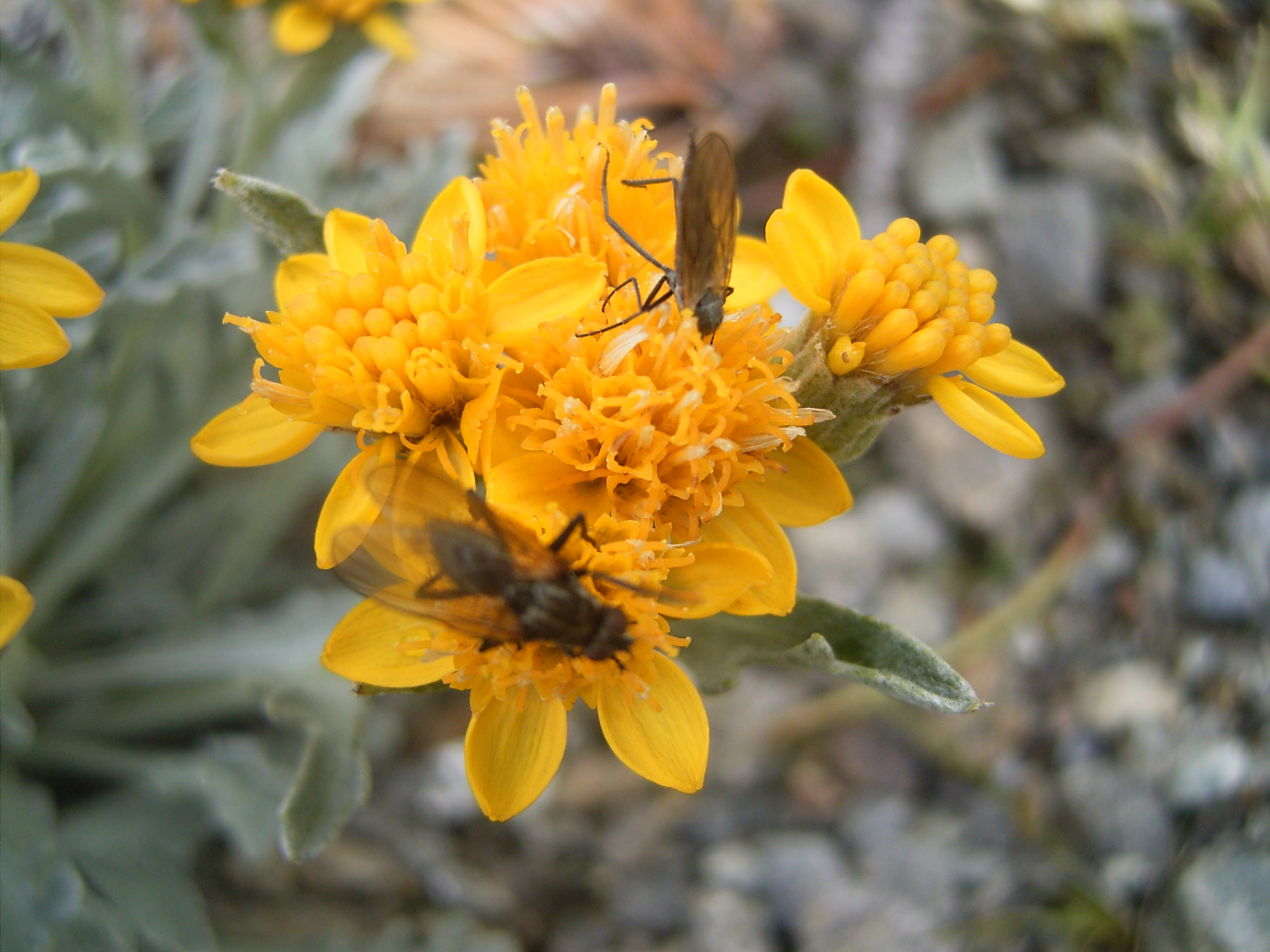
bloemhoofdje met insecten

- Senecio incanus subsp. insubricus

... · 
S. alpinus · 
S. bosniacus · 
S. doronicum · 
S. fluviatilis (Rivierkruiskruid) · 
S. glastifolius · 
S. halleri · 
S. haworthii · 
S. helenitis (Spatelkruiskruid) · 
S. inaequidens (Bezemkruiskruid) · 
S. incanus · 
S. keniensis · 
S. keniodendron · 
S. ovatus (Schaduwkruiskruid) · 
S. squalidus (Glanzend kruiskruid) · 
S. sylvaticus (Boskruiskruid) · 
S. triangularis · 
S. vernalis (Oostelijk kruiskruid) · 
S. viscosus (Kleverig kruiskruid) · 
S. vulgaris (Klein kruiskruid) · 
S. wootonii · 
...